# Astan-e Qods Razavi
Astan-e Qods Razavi (en persan : آستان قدس رضوی, Āstān-e Qods-e Razavi) est un bonyad iranien (une fondation caritative) basée à Machhad, Elle est chargée de l'entretien de mausolée de l'imam Reza et de l'organisation du pèlerinage associé.
L'appareil administratif d'Astan Quds Razavi est considéré comme l'organisation la plus ancienne depuis le martyre de l'imam Reza il y a environ 1 200 ans. Les dotations constituent la principale ressource de l'institution. L'Astan Quds Razavi est un acteur majeur de l'économie de la ville de Mashhad.